# Ace Books
Ace Books — самое старое из действующих в настоящее время издательств, публикующих работы в жанре научной фантастики и фэнтези. Также ранее в Ace Books издавались детективы и вестерны.

## История
Компания была основана в 1952 году в Нью-Йорке Аароном Уином. Первое издание в жанре научной фантастики увидело свет в 1953 году и имело большой успех, после чего постепенно деятельность издательства практически полностью сконцентрировалась на этом направлении. С 1973 года работы в других жанрах практически не издаются.
После смерти основателя и владельца компании А. Уина в 1967 году в делах компании наблюдается упадок. В 1971 году компанию покинули такие известные редакторы как Терри Карр и Дональд Волльхейм. В 1972 году Ace Books была продана издательству Grosset & Dunlap и стала его подразделением. Некоторое время спустя компания перешла к Berkley Books, которая была выкуплена группой Penguin Group.
В 1965 году издательство отметилось выпуском «пиратского» тиража книги «Властелин Колец» в мягкой обложке. В таком оформлении произведение имело значительный успех у студентов. Позже официальное издание переняло опыт Ace Books, выпустив свою дешевую версию знаменитой трилогии

## Авторы работ
В разное время в Ace Books были изданы произведения следующих фантастов:
- Роджер Желязны
- Урсула Ле Гуин
- Уильям Берроуз
- Филип Дик
- Роберт Блох
- Харлан Эллисон
- Гарри Уиттингтон
- Ли Брэкетт
- Гордон Диксон
- Сэмюэль Дилэни
- Ник Уильямс
- Джек Макдевит

## Редакторский состав
- Аарон Уин, владелец (1952—1967);
- Дональд Волльхейм (1952—1971)
- Карр, Терри, редактор (1964—1971); редактор-фрилансер (1983—1987)[2]
- Пэт Лобрутто, редактор раздела «Научная фантастика» (1974—1977)[3]
- Фредерик Пол, исполнительный редактор (декабрь 1971 — июль 1972)[4]
- Том Доэрти, выпускающий редактор (1975—1980)[5]
- Джим Баэн, редактор (1977—1980)
- Эллен Кашнер[6]
- Терри Уиндлинг, редактор (1979—1987)[7]
- Гариет Макдугал, директор[8]
- Сьюзен Эллисон, редактор (1980—1982); главный редактор (1982—2006); вице-президент (1985—2007)[9]
- Бет Мичем; редактор (1982—1983)
- Джинджер Буханан, редактор (1984—1987); старший редактор (1987—1994); исполнительный редактор (1994 — январь 1996); старший исполнительный редактор и маркетинговый директор (январь 1996—2006); главный редактор (2006—2007)).[10]
- Питер Хек (1991—1992)[11]
- Лора Энн Гилман (1991)[12][13]
- Лу Статис, редактор (? — 1994)[14]
- Энн Соуордс, редактор (2003—2007), старший редактор (2007 — настоящее время)[15]